# ケル・アベル
ケル・アベル（Kjeld Abell、1901年8月25日 - 1961年3月5日）は、デンマークリーベ出身の劇作家、作家。社会批判と風刺を巧みに用いた。
アベルが最初に手掛けた作品はロシア出身のバレエ振付師であったジョージ・バランシンの作品で、コペンハーゲンの王立劇場とロンドンのアルハンブラ劇場にて発表された。
1935年に著されたアベルの処女作である『失われたメロディー（デンマーク語:Melodien, der blev vœk）』は、ロンドンの芸術劇場で発表された。
1939年に代表作『アンナ・ソフィー・ヘドウィー（Anna Sophie Hedvig）』を著す。
1943年はスペイン内戦を批判した『Dronning gaar igen』を著し、1946年にはドイツの占領を受け入れるデンマークの受動性の批判を表現した『シルケボー（Silkeborg）』を著した。
1947年、『雲の上の日々（Dage paa en sky）』を著す。
また、中国の旅行後に著したアベルの最高傑作とされる『青い狆（Den blå pekingeser）』を著した。
1961年3月5日、コペンハーゲンで亡くなる。